# رأس الحانوت

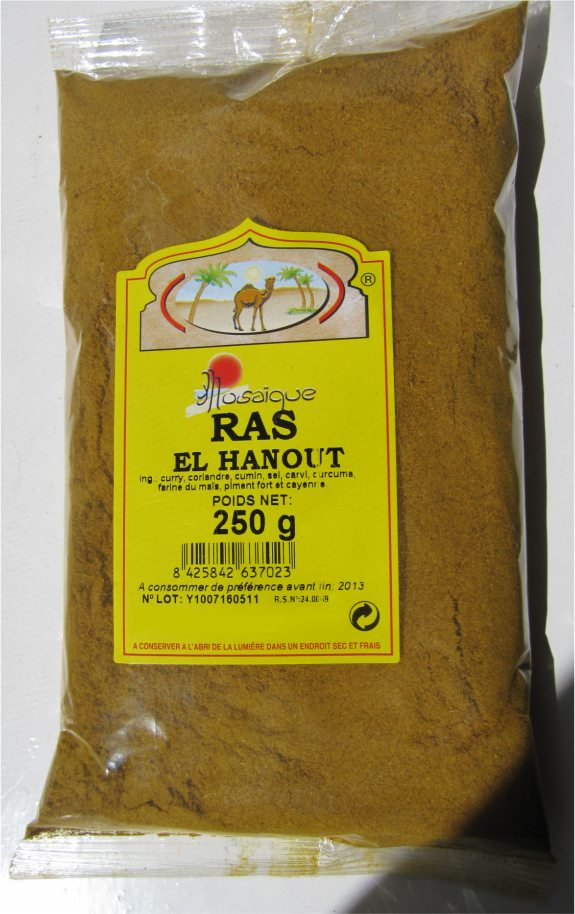
ادویه

رأس الحانوت (عربی: رأس الحانوت) (به انگلیسی: Ras-El-Hanout) یک نوع ادویه مخلوط است که بیشتر در کشورهای شمال آفریقا مصرف می‌شود. این ادویه در این منطقه به مثابه گرم مصالح در آشپزی هندی است. رأس الحانوت در بسیاری از غذاها کاربرد دارد برخی مواقع برای مزه دادن به گوشت و ماهی، یا مخلوط کردن با کوسکوس و برنج بکار برده می‌شود. این ادویه مخلوط به‌طور کلی با مراکش مرتبط است، اگرچه کشورهای همسایه آفریقای شمالی نیز از آن استفاده می‌کنند.